# Punishing Kiss
Punishing Kiss è un album di Ute Lemper pubblicato nell'aprile 2000.
In questo album scrivono per la cantante tedesca Nick Cave, Neil Hannon dei Divine Comedy (che duetta con lei in Tango Ballad e Split), Elvis Costello, Philip Glass, Tom Waits, Scott Walker (Noel Scott Engel).

## Tracce
1. Little Water Song (N. Cave) - 4:00
2. The Case Continues (N. Hannon) - 3:52
3. Passionate Fight (E. Costello) - 4:14
4. Die Dreigroschenoper: Tango Ballad (K. Weill) - 4:59
5. Couldn't You Keep That To Yourself (E. Costello) - 2:51
6. Streets Of Berlin (P. Glass) - 4:04
7. The Part You Throw Away (T. Waits) - 4:41
8. Split (N. Hannon) - 3:44
9. Punishing Kiss (E. Costello) - 4:33
10. Purple Avenue (T. Waits) - 4:23
11. You Were Meant For Me (N.S. Engel)- 5:18
12. Scope J (N.S. Engel) - 10:51